# 自由式滑雪

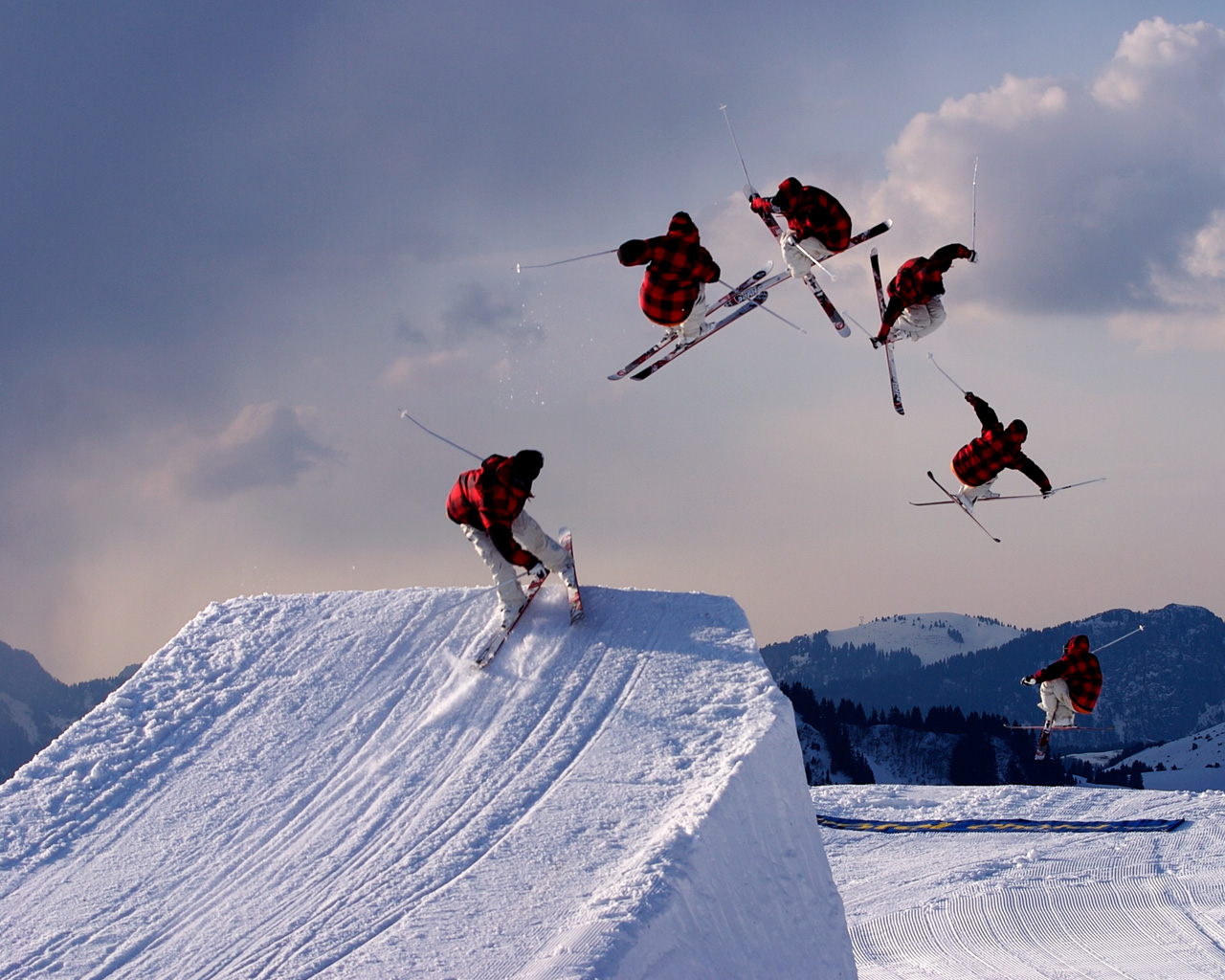
自由式滑雪

自由式滑雪（英語：Freestyle Skiing） 是一項冬季運動項目，運動員要借助滑雪板和雪杖於特定的雪場上做出指定和自選的動作。現時的冬季奧運中，設有男子個人雪上技巧（Moguls）、男子個人空中技巧（Aerials）、女子個人雪上技巧以及女子個人空中技巧4個小項。

## 歷史
自由式滑雪是眾多冬季運動之中歷史最短暫的，它起源於1960年代的美國，當時的年青人愛好刺激，於是就創立出自由式滑雪，後來自由式滑雪普及全國，於1971年的新罕布夏州舉辦了世界上第一個正式的自由式滑雪比賽，當時的自由式滑雪以空中技巧賽為主流。
及後於1979年，國際滑雪總會正式承認並納入自由式滑雪為一項正式的冬季運動。後來，國際滑雪總會為制定有關自由式滑雪的飛行動作和保護裝備等條文。1986年的世界錦標賽於法國舉行，當時的比賽項目分為雪上技巧、空中技巧和雪上芭蕾三項。
直到卡加利冬季奧運，自由式滑雪成為該屆冬奧運的表演項目。自此後，自由式滑雪普及全世界各地。在1992年中，將自由式滑雪正式成為冬季奧運的比賽項目之一，但當時只設有雪上技巧項目。挪威利勒哈默爾冬季奧運，空中技巧項目也成為了自由式滑雪中的一個小項，而雪上芭蕾只於1988年冬季奧運、1992年兩屆中成為表演項目，一直未成為自由式滑雪的其中一個小項。

## 冬季奧運中的自由式滑雪
在冬季奧運會中，所有自由式滑雪比賽項目均是個人賽。
由溫哥華冬季奧運開始，自由式滑雪增加2個障礙賽／落山技巧小項共6個小項，分別為：男子雪上技巧、空中技巧、障礙賽／落山技巧；女子雪上技巧、空中技巧及障礙賽／落山技巧。

### 雪上技巧
雪上技巧中的運動員要在一個長200至270米、寬度為15至25米、坡度24至32度，而又佈滿小丘的比賽場地滑行，運動員要在比賽中做出最少兩次的跳躍或身體轉體的動作，裁判員會按照運動員在比賽過程做出動作的「時間長短」、「速度」、「內容」、「準確度」等給予評分，並把運動員到達終點的時間相加，得到分數，數字愈高，排名最高。
當中，男子運動員所使用的滑雪板最低下限為1.9米，女子運動員的滑雪板不得少於1.8米。

### 空中技巧
空中技巧的運動員與雪上技巧運動員一樣，都是在比賽中跳躍最少兩次，男子運動員所用滑雪板不得短於1.9米，而女子運動員的滑雪板最低下限長度是1.8米。
當中，運動員要在4米高的跳台上進行兩次不同技巧的跳躍，裁判會從「起跳高度」、「翻轉動作難度」、「姿勢」、「落地穩定性」等方面評分，並把每一次跳躍的得分乘以動作難度係數，最後兩次的分數合計，得到總分，最高分者則為勝利者。
與障礙技巧及大跳台不同，奧運獎牌個人終極一戰及團體賽各空中技巧各運動員只獲一次跳躍機會，並直接按其成績作最後排名，反而前兩者可作三次跳躍且分別只計算一次及兩個不同類型轉向最佳成績，意味空中技巧的運動員於每一跳基本上不容許有任何失誤。（按：空中技巧賽制於初時為每名選手有兩次試跳機會，但全取兩次試跳的成績作為排名依據，同樣意味不容許有任何失誤。）

## 外部連結
- 自由式滑雪網頁
- 2006年冬季奧運美國自由式滑雪隊